# Montagna in Valtellina
Montagna in Valtellina là một đô thị ở tỉnh Sondrio trong vùng Lombardia của Italia, có vị trí khoảng 100 km về phía đông bắc của Milano và khoảng 3 km về phía đông bắc của Sondrio. Tại thời điểm ngày 31 tháng 12 năm 2004, đô thị này có dân số 2.983 người và diện tích là 48,6 km².
Montagna in Valtellina giáp các đô thị: Albosaggia, Caspoggio, Chiuro, Faedo Valtellino, Lanzada, Piateda, Poggiridenti, Ponte in Valtellina, Sondrio, Spriana, Torre di Santa Maria, Tresivio.